# Jean Haritschelhar
Jean Gratien Haritschelhar Duhalde, también Jean Haritxelhar Duhalde (Saint-Étienne-de-Baïgorry, 13 de mayo de 1923 - Biarritz, 1 de septiembre de 2013), fue un escritor francés en euskera y lingüista, nacido en la Baja Navarra. Fue profesor de euskera y literatura en euskera en la universidad de Burdeos. Miembro de la Real Academia de la Lengua Vasca desde 1962, fue el presidente de la institución entre 1988 y 2004.